# Vrapče
Vrapče (cirill betűkkel Врапче) település Szerbiában, a Raškai körzet Tutini községében.

## Népesség
- 1948-ban 122 lakosa volt.
- 1953-ban 135 lakosa volt.
- 1961-ben 142 lakosa volt.
- 1971-ben 148 lakosa volt.
- 1981-ben 163 lakosa volt.
- 1991-ben 127 lakosa volt.
- 2002-ben 58 lakosa volt, akik közül 42 bosnyák (72,41%), 15 szerb (25,86%) és 1 muzulmán.